# ۱۹۸ (قمری)
۱۹۸ (قمری)، صد و نود و هشتمین سال در گاهشماری هجری قمری است. اول محرم این سال برابر با پنجم سپتامبر سال ۸۱۳ میلادی است.

## رویدادها
فتح بغداد به دست مأمون به کمک طاهر بن حسین و فضل بن سهل

## درگذشتگان
- ربیع‌الاول: امین ششمین خلیفه عباسی.